# Hasan al-Shatti
Hasan al-Shatti (arabisch حسن الشطي, DMG Ḥasan aš-Šaṭṭī; * 5. September 1982 in Fahaheel, Kuwait) ist ein kuwaitischer Handballspieler, der auf Linksaußen spielt. Der 1,70 Meter große und 70 Kilogramm schwere Handballer spielt bei al-Arabi in Katar. Er spielte in der Handball-Weltmeisterschaft der Herren 2009 für Kuwait. Sein Trainer ist Nabeel al-Shehab.